# Schneepflugphänomen

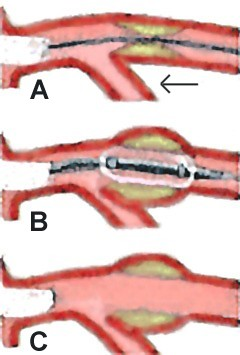
Ballondilatation
A vor
B während und
C nach Dilatation
„Schneepflugphänomen“ = Einengung des Seitenastes (Pfeil)

Der Begriff Schneepflugphänomen (nach englisch snow plough effect) wird in der Medizin von Kardiologen für eine mögliche Komplikation bei Ballondilatationen (PTCA, perkutane transluminale Coronarangioplastie) verwandt. Er beschreibt die unerwünschte Beeinträchtigung benachbarter Blutgefäße während und nach einer Ballondilatation zur Behandlung von Verengungen der Herzkranzgefäße.
Das Schneepflugphänomen kann bei der Behandlung von Gefäßverengungen auftreten, wenn diese im Abgangsbereich von Seitenästen (Bifurkation) gelegen sind. Insbesondere, wenn der Abgangsbereich selbst verengt ist (Bifurkationsstenose), können Teile der ausgedehnten Wandablagerung (des sog. Plaque) den Seitenast einengen (Stenose) oder gar verschließen (Okklusion). Dieser Effekt ist mit einem Schneepflug vergleichbar, der die Straßen zwar frei räumt, Seitenstraßen aber mit dem Schnee verstopft.
Zur Vermeidung des Schneepflugphänomens werden verschiedene Techniken bzw. „Tricks“ angewandt:
- die „Zweidraht-Technik“, bei der vorsorglich ein zweiter Führungsdraht in den Seitenast eingelegt wird, um diesen ggf. ebenfalls dilatieren zu können,
- die „Kissing-balloon-Technik“, bei der von vornherein ein zweiter Dilatationsballon in den Seitenast platziert und zeitgleich aufgeblasen wird,
- die Atherektomie der Stenose mit dem Ziel, das Plaquematerial nicht zur Seite zu drücken, sondern zu entfernen und
- der Einsatz von Stents mit besonders weitem Maschengeflecht, die eine nachträgliche Sondierung des Seitenastes erleichtern.

Insgesamt aber bleibt die Ballondilatation von Bifurkationsstenosen mit einem etwas höheren Risiko belastet, so dass in manchen Fällen eher auf eine Ballondilatation verzichtet und stattdessen eine Bypass-Operation empfohlen wird.